# Jon Lech Johansen
Jon Lech Johansen (* 18. listopadu 1983 Harstad), také známý jako DVD Jon, je Nor, který je spoluautorem DeCSS, softwaru na dešifrování disků DVD Video používajících šifrování CSS. V roce 2002 byl postaven organizací Motion Picture Association of America (MPAA) před norský soud, ale byl shledán nevinným. Při druhém soudním slyšení v roce 2003 byl opět zproštěn viny.